# 李石朋故居
李石朋故居，位于中国广东省江门市鹤山市古劳镇上星二度桥村，为鹤山市文物保护单位，类型为近现代重要史迹及代表性建筑，公布时间为2002年。
李石朋故居的历史年代为清代。建筑为砖木结构，布局均为大小相同三间两廊宅第，各自独立。宅第前有一荷花池；四周建有围墙，南北设门楼，东西两侧各有侍廊两座，宅舍主室8座，7座为住宅、1座为书厅。整齐地分布两排，具有南方民居传统建筑特色。